# Pseudomops deceptura
Pseudomops deceptura es una especie de cucaracha del género Pseudomops, familia Ectobiidae. Fue descrita científicamente por Walker en 1868.
Habita en Brasil.